# رناتو برتا
رناتو برتا (انگلیسی: Renato Berta؛ زادهٔ ۲ مارس ۱۹۴۵) مدیر فیلم‌برداری اهل سوئیس است. وی از سال ۱۹۶۹ میلادی تاکنون مشغول فعالیت بوده است.

## بخشی از فیلم‌شناسی
- لئوپاردی (۲۰۱۴)
- اصل عدم قطعیت (۲۰۰۲)
- مارچلو ماسترویانی: به‌یاد دارم (۱۹۹۷)
- جشن (۱۹۹۶)
- اورانوس (۱۹۹۰)
- یوناس که در سال ۲۰۰۰ بیست‌وپنج ساله خواهد بود (۱۹۷۶)
- وسط دنیا (۱۹۷۴)
- شارل، زنده یا مرده (۱۹۶۹)